# JDataStore
JDataStore ist ein plattformunabhängiges Datenbanksystem, welches in Java implementiert ist. JDataStore unterstützt Sun JDK 1.4 und basiert auf dem SQL92-Standard. Es ermöglicht eine enge Integration in Borland JBuilder und andere Java-Entwicklungsumgebungen wie IBM Visual Age.
Eingesetzt werden kann es auf mobilen Anwendungen, Internet-Anwendungen sowie Web- und Application-Servern. Trotz Implementierung in Java ermöglicht JDataStore eine hohe Performance.